# 別院村
別院村（べついんむら）は、和歌山県那賀郡にあった村。現在の海南市の北東端、貴志川が大きく向きを変え、東北に下る左岸に位置する。地名の由来は、紀伊続風土記によると、石清水八幡宮の野上荘に別宮として野上八幡宮が創建され、その別院として、金剛遍寺（こんごうへんじ）、金剛宣寺（こんごうせんじ）が建立されたことによる。

## 地理
- 河川 ： 貴志川

## 歴史
- 1601年（慶長6年) - この年に実施された検地により、那賀郡別院村が編成される。
- 1855年 (安政2年) - 寺子屋ができる。
- 1878年 (明治11年) - 別院尋常小学校開校。
- 1889年 (明治22年) - 町村制の施行により、七山村 (和歌山県)・原野村・高津村 (和歌山県)・孟子村・野尻村 (和歌山県)・別院村・下津野村の区域をもって那賀郡北野上村が発足。同日、別院村廃止。